# Jesús María, Lima
Jesús María (distrito de Jesús María) är ett av 43 distrikt som utgör provinsen Lima, beläget i departementet med samma namn, i Peru. Det gränsar i norr till Breña och distriktet Lima; i öster återigen distriktet Lima och Lince; i söder till San Isidro och Magdaleda del Mar; samt i väster till Pueblo Libre.
I området Jesús María finns flera platser med intresse för turister, däribland märks parken Campo de Marte med sitt Monumento a los defensores de la frontera och El ojo que llora, Limas naturhistoriska museum, Centro Cultural Peruano Japonés med sin japanska trädgård och museet Museo de la Inmigración Japonesa al Perú, Jardín Botánico de Plantas Medicinales de Lima, kyrkan och torget San José.